# Брей, Эдмунд, 1-й барон Брей
Эдмунд Брей (англ. Edmund Braye; примерно 1484 — после 18 октября 1539) — английский аристократ, 1-й барон Брей с 1529 года.

## Биография
Эдмунд Брей принадлежал к рыцарскому роду, представители которого владели землями в Бедфордшире. Он был сыном Джона Брея, племянником и наследником Реджинальда Брея — видного сторонника Тюдоров в Войнах Алой и Белой розы, ставшего при Генрихе VII лордом-казначеем и кавалером ордена Подвязки. Эдмунд родился примерно в 1484 году. В 1513 году он был посвящён в рыцари, в 1514—1515 годах был шерифом Бедфордшира, с 1522 гда — шерифом Суррея и Сассекса. 4 декабря 1529 года король Генрих VIII призвал сэра Эдмунда в парламент как лорда, и это считается созданием титула барона Брея. Эдмунд умер после 18 октября 1539 года (это дата его завещания) и был похоронен в Челси рядом с отцом и дядей.
Барон был женат на Джейн Халвелл, дочери и наследнице сэра Ричарда Халвелла и Джоан Норбури. В этом браке родились:
- Джон (примерно 1523—1557), 2-й барон Брей[2];
- Анна, жена Джорджа Брука, 9-го барона Кобема[4];
- Элизабет, жена сэра Ральфа Верни[4];
- Фридесвида, жена сэра Персиваля Харта[4];
- Мэри, жена Джорджа Пекхема[4];
- Доротея (примерно 1524—1605), жена Эдмунда Бриджеса, 2-го барона Чандоса[5];
- Фрэнсис, жена Томаса Лефилда[4].